# Пришествие Святого семейства в Египет
Пришествие Святого семейства в Египет — малый Господский праздник, отмечаемый Коптской православной церковью 1 июня, или 24 числа месяца греч. Παξοησ — девятого по счёту месяца коптского календаря.
Поскольку событие, положенное в основу праздника, являлось «прибытием» только с точки зрения коптов и других народов, населявших Египет, то за пределами этой территории, в том числе в Европе и Америке, при публикации коптского богослужебного календаря праздник, наряду с англ. Entrance into Egypt, иногда называется именем, вошедшим в оборот в христианской Европе — «Бегство в Египет»: нем. Flucht nach Ägypten.

## Событие в евангелиях и апокрифах
Я любил его и из Египта вызвал сына Моего
— Ос. 11:1
Эти строки из книги пророка Осии евангелист Матфей рассматривает (Мф. 2:15) как предсказание события, описываемого в его Евангелии.

### Евангелие от Матфея
Рождение Иисуса Христа сопровождалось появлением новой звезды. Среди увидевших её были жрецы-язычники из разных стран (в Евангелиях они называются волхвами). Восприняв звезду как знак рождения нового Царя [мира], волхвы, «ведомые звездой», двинулись в Иерусалим, чтобы узнать, где именно он родился, и поклониться ему. Узнав о расспросах вновь прибывших в столицу путешественников, царь Ирод встревожился. Местные учёные (в евангельской лексике — книжники) ответили на его вопрос, что пророк Михей предсказывал рождение царя в Вифлееме. После этого Ирод пригласил к себе самих волхвов. Получив подтверждение, что они направляются в Вифлеем, он поручил им разузнать подробности, после чего вернуться к нему.

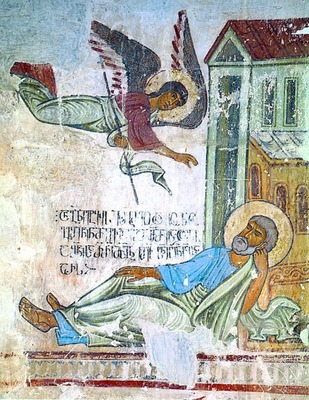
Ангел является Иосифу во сне

Однако после посещения Иисуса в Вифлееме (Мф. 2:1-11) волхвы к Ироду не вернулись, следуя полученному ими во сне откровению (Мф. 2:112). Предваряя рассказ о последовавшем избиении младенцев (Мф. 2:16), Матфей рассказывает о другом чудесном сне, спасшем жизнь Иисуса. По словам евангелиста, Иосифу — обручнику Приснодевы Марии во сне явился ангел, повелев: «встань, возьми Младенца и Матерь Его и беги в Египет, и будь там, доколе не скажу тебе, ибо Ирод хочет искать Младенца, чтобы погубить Его» (Мф. 2:13).
Третий чудесный сон, упоминаемый в этом евангельском рассказе, увидел вновь Иосиф — в Египте (Мф. 2:19). Как только Ирод умер, ангел приказал:«встань, возьми Младенца и Матерь Его и иди в землю Израилеву, ибо умерли искавшие души Младенца» (Мф. 2:20), после чего Иосиф «встал, взял Младенца и Матерь Его и пришёл в землю Израилеву» (Мф. 2:21).
В описании Матфеем обоих чудесных снов Иосифа указание на немедленность исполнения им повелений ангела — «после чего встал и пришёл» — имеет место только в Египте. Но по традиции (а также из предположения опасности для жизни Иисуса, Марии и Иосифа, исходящей со стороны Ирода) само бегство в Египет по территории Иудеи в описаниях и на картинах изображается происходящим в ночное время:

Иосиф сразу же встал, оседлал осла своего, наскоро собрал необходимые вещи, взял Младенца и Матерь Его и в ту же ночь пошёл в Египет. По преданию, Иаков, сын Иосифа, сопровождал их в этом пути.— прот. Серафим Слободской. Закон Божий. — С. 279.

### Апокрифы
Последнее предложение вышеприведённой цитаты из «Закона Божия» американского православного священника прот. Серафима Слободского, а также иллюстрация в самой книге, опираются уже не на Новый Завет (кроме Матфея, другие евангелисты о бегстве в Египет не повествуют), а на отождествлении автора апокрифического Протоевангелия Иакова с Иаковом — сыном Иосифа обручника, который теоретически мог сопровождать в Египет своего отца с Марией и новорожденным Иисусом. Вместе с тем, в вопросе о составе лиц, сопровождавших святое семейство в их изгнании, апокрифы единого мнения не имеют.
Главными апокрифическими источниками здесь являются написанное в IV веке «Евангелие Псевдо-Матфея» и «Арабское евангелие детства Спасителя», датируемое VI веком.
По псевдо-Матфею (гл. VIII), изначально Мария поселилась у Иосифа вместе с пятью девушками, «чтобы они жили вместе в его доме. Этих девиц звали Ревекка, Сафора, Сусанна, Авигея и Захель». Ни одна из них не имела акушерского опыта, и потому для помощи в родах Иосиф пригласил двух других. Зайдя в пещеру, где лежала уже родившая Мария, Иосиф возвестил: «Я привёл Тебе двух женщин, Гелому и Саломею, они ждут у входа в пещеру…» (гл. XIII). Вместе с тем, в описании пути в Египет, где «были с Иосифом трое отроков, и с Марией — молодая девушка, спутники их» (гл. XVIII), женского имени псевдо-Матфей не называет. Не называется ни одно из имён спутников и в последующих, XIX–XXIV главах, где описано пребывание святого семейства в Египте. Следующая, XXV глава состоит только из одного предложения: «Через некоторое время ангел сказал Иосифу: „Возвратись в страну Иуды, ибо умерли искавшие жизни Младенца“».
Протоевангелие Иакова
в последний раз упоминает святое семейство с новорожденным, когда «Мария, услышав, что избивают младенцев, испугавшись, взяла ребёнка своего и, запеленав, положила в воловьи ясли» (гл. XXII). Бегство в Египет здесь не описано, хотя и не исключено: как бы оправдывая это, автор, посвятив XXIII–XXIV главы убийству Захарии, в последней, XXV главе сообщает: «а я, Иаков…, во время смуты скрывался в пустыне до тех пор, пока не умер Ирод и смута не стихла в Иерусалиме».
Однако этот источник, так же, как и псевдо-Матфей, говорит о двух женщинах, первыми увидевших родившую Марию. Здесь повивальная бабка (гл. XIX) по имени не названа, а Саломея представлена как случайно встретившаяся повитухе женщина, после чего повторяется, с некоторыми различиями в деталях, тот же эпизод с усыханием и исцелением руки Саломеи (гл. XIX), что и в гл. XVIII апокрифа от Псевдо-Матфея.
В Арабском Евангелии повитуха выступает только одна. Это — старуха-еврейка из Иерусалима, пришедшая принять роды «платы ради» (гл. II); причём не женщина (то есть, старше девицы, но не более, чем средних лет), как у других авторов, а именно старуха, к тому же жалующаяся, что «уж давненько параличом маюсь» (гл. II–III). Исцеление последнего и составляет чудо, описываемое вместо истории с рукой Саломеи. Эта же, не называемая автором старуха, совершает и обрезание, забирая Священный Препуций либо (как оговаривает автор) пуповину (гл. V).
На стыке глав IX и X автор описывает сборы из Вифлеема в Египет. Ангел повелевает Иосифу: «Встань, возьми мальчика и мать Его и ступай в Египет», после чего «поднялся тот по крику петушиному и ушёл. Но пока размышлял он, какую дорогу надлежит ему выбрать, настигло утро его». На протяжении всего пути в Египет, пребывания в нём, вплоть до получения от ангела повеления возвращаться в Назарет (гл. X–XXVI) никаких спутников святого семейства автор не упоминает: только Иосиф с Марией и младенец Иисус.

## Празднование в Египте
благословение будет посреди земли, которую благословит Господь Саваоф, говоря: благословен народ Мой — Египтяне
— Ис. 19:24–25
«Классические» для европейских христиан апокрифы были известны с первых веков христианства и среди семитского населения Ближнего Востока и Африки. Однако основные разработки по обобщению преданий, положенных в основу праздничных и молитвенных воспоминаний о пребывании Святого Семейства в Египте, которые приобрели особое значение в Коптской православной церкви, принадлежат Теофилиусу — 23-му патриарху Александрийскому (384-412). Пересекаясь с апокрифами и дополняя их, они превращают Египет в глазах не только коптов, но и путешествующих по этим краям, в землю, освящённую пребыванием на ней Иисуса Христа, Богородицы и св. Иосифа.
Все места, упоминаемые в этих древних манускриптах, являются сегодня святынями коптской православной церкви, и ежегодно, начиная со дня Пришествия в Египет, отмечаемого 1 июня, служат объектами паломничества многих христиан.

### Пришествие в Египет
По убеждению коптов, святое семейство вошло на египетскую землю в районе древнего города Рафия. Роль пограничного современный город Рафах в Секторе Газа сохранил и сегодня — как переходный пункт из Египта в Палестинскую автономию. Он расположен на берегу Средиземного моря, близ северо-восточной оконечности Синайского полуострова. Копты полагают, что выходя из Рафаха, беглецы не встали ни на один из трёх караванных путей, идущих из Рафаха через Синай. Скрываясь от погони, которую мог послать вослед им царь Ирод, почти 100 км они двигались непроторёнными дорогами, вернувшись к берегу Средиземного моря, как считается, в 37 км к западу от города Эль-Ариш.
Следующей точкой, к которой Иосиф, Мария и Иисус двинулись вдоль берега моря на запад, был Пелузий (ныне аль-Фарам) — большой город на берегу самого восточного рукава Нила, восточные ворота Египта на морском пути к Палестине и Сирии. Ни в Рафахе, ни в Эль-Арише, ни в Пелузии следов пребывания Святого семейства не осталось.
Продолжая свой путь вдоль рукава Нила на юго-запад, беглецы вышли к городу Бубастису (греч. Βούβαστος; ивр. Pî-beset‎). Упоминаемый в Ветхом Завете Иезекиилем («Молодые люди Она и Бубаста падут от меча, а прочие пойдут в плен» (Иез. 30:17)), Бубастис был в Древнем Египте не только провинциальной столицей (XVIII нома Именти-хенти), но и центром поклонения богине Бастет — одной из тех, кто олицетворял плодородие в языческом  пантеоне древних египтян. Изображали они её либо в виде кошки, либо в виде женщины с головой кошки, держащей в руках систр, с четырьмя котятами у её ног.
По описаниям Геродота, посетившего Бубастис за пять веков до прибытия туда Святого семейства, главный храм Бастет стоял внутри города на острове, образованном двумя каналами, отведёнными от Нила. Остров был окружён каменной стеной, украшенной статуями. По коптскому преданию, когда Святое семейство входило в города, стоявшие там идолы падали и разбивались. Не был исключением и Бубастис, в связи с чем беглецам пришлось не только покинуть этот город, но и «изрядно поколесить по дельте» (называются Мостород, Бильбейс, Саха) прежде чем найти новое пристанище в районе Вади-Натрун в Ливийской пустыне.
Натриевая долина, как можно приблизительно перевести Вади-Натрун — впадина протяжённостью примерно 60 км, образовавшаяся вдоль русла пересохшей реки (вади). С ранних времён Нитрийская, или Скитская пустыня стала, начиная с IV века (после 330 года), одним из центров монашества, и само её название (Scetis, Scythis, al-Isqit, al-Askit, Shiet, Shihat, Shihet, Scitium) дало имя жилищу отшельника — скит (греч. σκήτη).

## Особенности иконографии
В византийской традиции, и позже в «послехалкидонских» церквях — православной и католической — события, связанные с бегством в Египет, не составляли повод для специальных праздников. Как один из этапов земной жизни Иисуса, они находили иконографическое отображение в двух основных сюжетах. Это отдельные иконы явления ангела Иосифу во сне и, реже, — одно из клейм на православных иконах Рождества Христова, изображающее путь в Египет.